# Urangela
Urangela là một chi bướm đêm thuộc họ Cosmopterigidae.